# DJ Sven
Sven van Veen (Amsterdam, 25 februari 1961), beter bekend als DJ Sven, is een Nederlandse dj.

## Muziek
Van Veen vormde vanaf 1986 het rapduo MC Miker G & DJ Sven. Het duo kreeg wereldwijde bekendheid met het nummer Holiday Rap. Het nummer werd de zomerhit van 1986, dat in meer dan 30 landen, waaronder Nederland, de nummer 1-positie behaalde. Met MC Miker G had hij later ook nog hits met onder meer Celebration Rap en Kom van dat dak af, samen met Peter Koelewijn.
Van Veen draait verder in discotheken als mix-dj met Sven's Classix (vroeger Disco Interno Tour).

## Radio
Van Veen maakte vanaf zondag 6  september 1998 samen met Dave Heijnerman het spraakmakende 'shockradioprogramma' Sven & Dave voor de destijds nieuwe publieke omroep BNN op de zondagmiddag tussen 16:00 en 18:00 uur op Radio 3FM. Ook nam het duo op zaterdag 7 augustus 1999 tussen 18:00 en 20:00 uur de destijds nieuwe radiostudio's van Radio 3FM in het NOS Audiocentrum op het Media Park in Hilversum in gebruik. Nadat het programma per 29 augustus 1999 alweer gestopt was, begon Van Veen samen met Heijnerman een eetcafé in Hilversum.
In januari 2005 keerde Van Veen terug op de radio met het programma Disco Inferno (later Club Classics) op de zaterdagavond bij Radio Veronica. Vanaf 2006 werd hij tevens vaste medepresentator naast Rob van Someren in het programma Somertijd op diezelfde zender. In september 2014 werden beide programma's geschrapt vanwege veranderingen aan de programmeringen.
Het programma Somertijd keerde begin 2015 terug op Radio 10. Ook Van Veen keerde hierin in zijn oude rol terug. Vanaf 1 augustus 2015 kreeg Van Veen op deze zender ook weer een zaterdagavondprogramma, getiteld Sven's Classix, te horen tussen 21:00 en 00:00 uur. Met de overstap van Rob van Someren en zijn team naar 100% NL in 2024 kwam er voor Van Veen ook een einde aan zijn eigen programma op Radio 10. Hij kon zijn programma voortzetten op een andere Mediahuis-zender, Sublime.

## Privé
Van Veen is getrouwd en woont in Almere. Als hobby is hij actief als radiozendamateur, met de toegewezen call (radioroepnaam) PA5VEN.